# Pierre Breton
Pour les articles homonymes, voir Breton (homonymie).
Pierre Breton (né le 3 octobre 1966), est un administrateur et homme politique canadien. Il a été de octobre 2015 à octobre 2019 député libéral de la circonscription de Shefford à la Chambre des communes du Canada.

## Biographie
Pierre Breton est né à Granby et y habite toujours. Il est diplômé en Administration des affaires de l'Université du Québec à Montréal, et a travaillé entre autres pour Bombardier Produits récréatifs et Viasystems Canada. En 2013, il a été engagé par Les Consultants S.M., une firme de génie-conseil, à titre de responsable des ressources humaines. Au moment de son élection à la Chambre de Communes, il était à l’emploi de la Société des alcools du Québec à titre de Partenaire d’affaires en ressources humaines.

### Carrière politique
Pierre Breton a fait ses premiers pas dans le monde politique à l'adolescence comme bénévole pour les campagnes électorales de Jean Lapierre, qui fut député de Shefford de 1979 à 1993. En effet, son père Jean-Paul Breton a été un organisateur politique pour Jean Lapierre. Il a été conseiller municipal à la ville de Granby de 2005 jusqu'à sa démission le 30 octobre 2015, le cumul des fonctions de conseiller municipal et de député étant interdit. Durant cette période, il a été président du conseil d’administration de la Corporation de développement commercial et touristique de Granby et Région, et également administrateur puis président du conseil d’administration de la Société zoologique de Granby. Le 27 novembre 2014, il est devenu candidat du Parti libéral du Canada pour les élections prévues l'année suivante. Le 19 octobre 2015, il est élu avec 39 % des voix et une avance de 9012 voix sur le candidat arrivé en seconde place.
Lors des élections générales d'octobre 2019, Pierre Breton est battu de peu par la candidate du Bloc québécois.